# Santiago Peregrino (escultura)

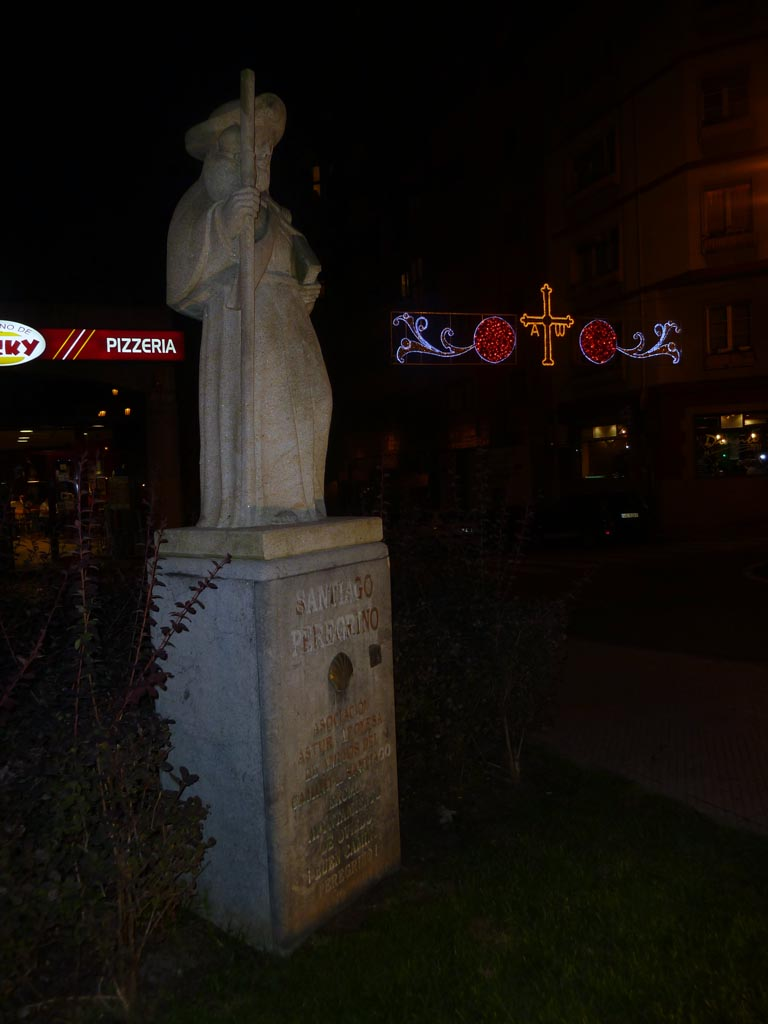
Imatge de l'escultura situada a la ciutat d'Oviedo.

L'escultura urbana coneguda pel nom Santiago Peregrino, ubicada a la rotonda de l'avinguda de La Florida, a la ciutat d'Oviedo, Principat d'Astúries, Espanya, és una de les més d'un centenar que adornen els carrers de l'esmentada ciutat espanyola.
El paisatge urbà d'aquesta ciutat, es veu adornat per obres escultòriques, generalment monuments commemoratius dedicats a personatges d'especial rellevància en un primer moment, i més purament artístiques des de finals del segle xx.
L'escultura, feta de bronze, és obra de Pilar Fernández Carballedo, i està datada 2009
L'obra escultòrica pot considerar-se part dels actes celebrats per part de l'Agrupació d'Associacions d'Amics del Camí de Santiago del Nord durant el mes d'octubre de l'any 2009 a la capital d'Oviedo. Se situa presidint la rotonda de l'avinguda principal de la Florida, d'on part de la capital asturiana l'anomenat «Camí primitiu».
L'obra és de petites dimensions, sent una reducció en bronze d'una peça original tallada en pedra. Està descansant sobre una ampla base amb la següent inscripció en la part superior: «COMO TESTIMONIO / DE LA PRIMERA PEREGRINACIÓN / A SANTIAGO DE COMPOSTELA / DEL MONARCA ASTUR / ALFONSO II EL CASTO», i sota la petxina: BUEN CAMINO / PEREGRINO, segueix, finalment: AYUNTAMIENTO DE OVIEDO / ASOCIACIÓN CULTURAL ASTUR-LEONESA DE / AMIGOS DEL CAMINO DE SANTIAGO / SEPTIEMBRE 2009.